# Volmirus von Lebus
Volmirus (lateinische Schreibweise, polnisch Wolmir; † 1284) war Bischof von Lebus 1283 bis 1284.
Am 20. Dezember 1283 war er bei der Weihe von Erzbischof Jakob von Gnesen in Kalisch anwesend, am 6. Januar 1284 (?) bei einer Synode polnischer Bischöfe in Łęczyca.
Ende 1284 wurde erstmals sein Nachfolger Konrad erwähnt.
Weitere Nachrichten sind über ihn nicht erhalten.